# Moldáv labdarúgó-válogatott

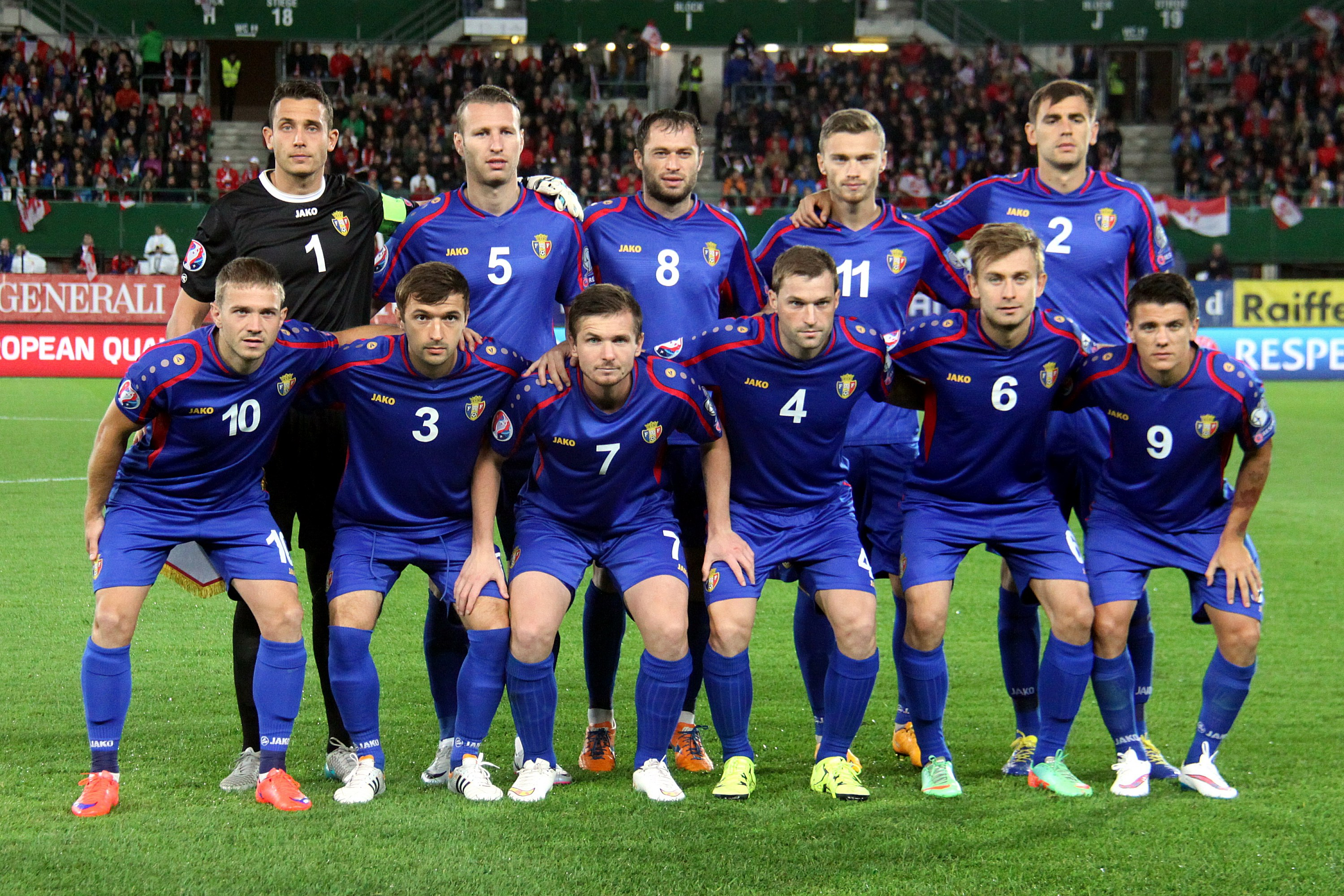
Moldáv labdarúgó-válogatott (2015)

A moldáv labdarúgó-válogatott Moldova nemzeti csapata, amelyet a moldáv labdarúgó-szövetség (románul: Federația moldovenească de fotbal) irányít.
A Szovjetunió felbomlását követően, első hivatalos mérkőzésüket 1991. július 2-án játszották Grúzia ellen.
Moldova még eddig egyszer sem jutott ki az Európa-és világbajnokságra. Hazai mérkőzéseiket általában a Zimbru Stadionban játsszák, amely a fővárosban Chișinăuban található.
Eddig legnagyobb sikerei az 1996-os labdarúgó-Európa-bajnokság selejtezőiben aratott győzelmek Grúzia (Tbilisziben 1–0) és Wales ellen (3–2). 2007 szeptember 12-én Bosznia-Hercegovinát győzték le idegenben 1–0-ra, 2007. november 17-én pedig Magyarországot 3–0-ra hazai pályán .
A 2012-es Európa-bajnokság selejtezőiben 2010 szeptember 3-án Finnországot 2–0-ra verték.

## Nemzetközi eredmények

### Világbajnokság
| Világbajnokság | Világbajnokság            | Világbajnokság            | Világbajnokság            | Világbajnokság            | Világbajnokság            | Világbajnokság            | Világbajnokság            | Világbajnokság            | Világbajnokság            | Selejtezők                | Selejtezők                | Selejtezők                | Selejtezők                | Selejtezők                | Selejtezők                | Selejtezők                |
| Év             | Eredmény                  | H.                        | M                         | Gy                        | D                         | V                         | G+                        | G–                        | Keret                     | H.                        | M                         | Gy                        | D                         | V                         | G+                        | G–                        |
| -------------- | ------------------------- | ------------------------- | ------------------------- | ------------------------- | ------------------------- | ------------------------- | ------------------------- | ------------------------- | ------------------------- | ------------------------- | ------------------------- | ------------------------- | ------------------------- | ------------------------- | ------------------------- | ------------------------- |
| 1930–1938      | Románia része volt.       | Románia része volt.       | Románia része volt.       | Románia része volt.       | Románia része volt.       | Románia része volt.       | Románia része volt.       | Románia része volt.       | Románia része volt.       | Románia része volt.       | Románia része volt.       | Románia része volt.       | Románia része volt.       | Románia része volt.       | Románia része volt.       | Románia része volt.       |
| 1950–1990      | A Szovjetunió része volt. | A Szovjetunió része volt. | A Szovjetunió része volt. | A Szovjetunió része volt. | A Szovjetunió része volt. | A Szovjetunió része volt. | A Szovjetunió része volt. | A Szovjetunió része volt. | A Szovjetunió része volt. | A Szovjetunió része volt. | A Szovjetunió része volt. | A Szovjetunió része volt. | A Szovjetunió része volt. | A Szovjetunió része volt. | A Szovjetunió része volt. | A Szovjetunió része volt. |
| 1994           | nem volt FIFA-tag         | nem volt FIFA-tag         | nem volt FIFA-tag         | nem volt FIFA-tag         | nem volt FIFA-tag         | nem volt FIFA-tag         | nem volt FIFA-tag         | nem volt FIFA-tag         | nem volt FIFA-tag         | nem volt FIFA-tag         | nem volt FIFA-tag         | nem volt FIFA-tag         | nem volt FIFA-tag         | nem volt FIFA-tag         | nem volt FIFA-tag         | nem volt FIFA-tag         |
| 1998           | nem jutott ki             | nem jutott ki             | nem jutott ki             | nem jutott ki             | nem jutott ki             | nem jutott ki             | nem jutott ki             | nem jutott ki             | nem jutott ki             | 5.                        | 8                         | 0                         | 0                         | 8                         | 2                         | 21                        |
| 2002           | nem jutott ki             | nem jutott ki             | nem jutott ki             | nem jutott ki             | nem jutott ki             | nem jutott ki             | nem jutott ki             | nem jutott ki             | nem jutott ki             | 5.                        | 10                        | 1                         | 3                         | 6                         | 6                         | 20                        |
| 2006           | nem jutott ki             | nem jutott ki             | nem jutott ki             | nem jutott ki             | nem jutott ki             | nem jutott ki             | nem jutott ki             | nem jutott ki             | nem jutott ki             | 6.                        | 10                        | 1                         | 2                         | 7                         | 5                         | 16                        |
| 2010           | nem jutott ki             | nem jutott ki             | nem jutott ki             | nem jutott ki             | nem jutott ki             | nem jutott ki             | nem jutott ki             | nem jutott ki             | nem jutott ki             | 6.                        | 10                        | 0                         | 3                         | 7                         | 6                         | 18                        |
| 2014           | nem jutott ki             | nem jutott ki             | nem jutott ki             | nem jutott ki             | nem jutott ki             | nem jutott ki             | nem jutott ki             | nem jutott ki             | nem jutott ki             | 5.                        | 10                        | 3                         | 2                         | 5                         | 12                        | 17                        |
| 2018           | nem jutott ki             | nem jutott ki             | nem jutott ki             | nem jutott ki             | nem jutott ki             | nem jutott ki             | nem jutott ki             | nem jutott ki             | nem jutott ki             | 6.                        | 10                        | 0                         | 2                         | 8                         | 4                         | 23                        |
| 2022           | nem jutott ki             | nem jutott ki             | nem jutott ki             | nem jutott ki             | nem jutott ki             | nem jutott ki             | nem jutott ki             | nem jutott ki             | nem jutott ki             | 6.                        | 10                        | 0                         | 1                         | 9                         | 5                         | 30                        |
| 2026           | később                    | később                    | később                    | később                    | később                    | később                    | később                    | később                    | később                    | később                    | később                    | később                    | később                    | később                    | később                    | később                    |
| Összesen       |                           | 0/7                       | –                         | –                         | –                         | –                         | –                         | –                         | –                         | Összesen                  | 68                        | 5                         | 13                        | 50                        | 40                        | 145                       |

### Európa-bajnokság
| Európa-bajnokság | Európa-bajnokság                   | Európa-bajnokság                   | Európa-bajnokság                   | Európa-bajnokság                   | Európa-bajnokság                   | Európa-bajnokság                   | Európa-bajnokság                   | Európa-bajnokság                   | Európa-bajnokság                   | Selejtezők                         | Selejtezők                         | Selejtezők                         | Selejtezők                         | Selejtezők                         | Selejtezők                         | Selejtezők                         |
| Év               | Eredmény                           | H.                                 | M                                  | Gy                                 | D                                  | V                                  | G+                                 | G–                                 | Keret                              | H.                                 | M                                  | Gy                                 | D                                  | V                                  | G+                                 | G–                                 |
| ---------------- | ---------------------------------- | ---------------------------------- | ---------------------------------- | ---------------------------------- | ---------------------------------- | ---------------------------------- | ---------------------------------- | ---------------------------------- | ---------------------------------- | ---------------------------------- | ---------------------------------- | ---------------------------------- | ---------------------------------- | ---------------------------------- | ---------------------------------- | ---------------------------------- |
| 1960–1992        | A Szovjetunió és a FÁK része volt. | A Szovjetunió és a FÁK része volt. | A Szovjetunió és a FÁK része volt. | A Szovjetunió és a FÁK része volt. | A Szovjetunió és a FÁK része volt. | A Szovjetunió és a FÁK része volt. | A Szovjetunió és a FÁK része volt. | A Szovjetunió és a FÁK része volt. | A Szovjetunió és a FÁK része volt. | A Szovjetunió és a FÁK része volt. | A Szovjetunió és a FÁK része volt. | A Szovjetunió és a FÁK része volt. | A Szovjetunió és a FÁK része volt. | A Szovjetunió és a FÁK része volt. | A Szovjetunió és a FÁK része volt. | A Szovjetunió és a FÁK része volt. |
| 1996             | nem jutott ki                      | nem jutott ki                      | nem jutott ki                      | nem jutott ki                      | nem jutott ki                      | nem jutott ki                      | nem jutott ki                      | nem jutott ki                      | nem jutott ki                      | 4.                                 | 10                                 | 3                                  | 0                                  | 7                                  | 11                                 | 27                                 |
| 2000             | nem jutott ki                      | nem jutott ki                      | nem jutott ki                      | nem jutott ki                      | nem jutott ki                      | nem jutott ki                      | nem jutott ki                      | nem jutott ki                      | nem jutott ki                      | 5.                                 | 8                                  | 0                                  | 4                                  | 4                                  | 7                                  | 17                                 |
| 2004             | nem jutott ki                      | nem jutott ki                      | nem jutott ki                      | nem jutott ki                      | nem jutott ki                      | nem jutott ki                      | nem jutott ki                      | nem jutott ki                      | nem jutott ki                      | 4.                                 | 8                                  | 2                                  | 0                                  | 6                                  | 5                                  | 19                                 |
| 2008             | nem jutott ki                      | nem jutott ki                      | nem jutott ki                      | nem jutott ki                      | nem jutott ki                      | nem jutott ki                      | nem jutott ki                      | nem jutott ki                      | nem jutott ki                      | 5.                                 | 12                                 | 3                                  | 3                                  | 6                                  | 12                                 | 19                                 |
| 2012             | nem jutott ki                      | nem jutott ki                      | nem jutott ki                      | nem jutott ki                      | nem jutott ki                      | nem jutott ki                      | nem jutott ki                      | nem jutott ki                      | nem jutott ki                      | 5.                                 | 10                                 | 3                                  | 0                                  | 7                                  | 12                                 | 16                                 |
| 2016             | nem jutott ki                      | nem jutott ki                      | nem jutott ki                      | nem jutott ki                      | nem jutott ki                      | nem jutott ki                      | nem jutott ki                      | nem jutott ki                      | nem jutott ki                      | 6.                                 | 10                                 | 0                                  | 2                                  | 8                                  | 4                                  | 16                                 |
| 2020             | nem jutott ki                      | nem jutott ki                      | nem jutott ki                      | nem jutott ki                      | nem jutott ki                      | nem jutott ki                      | nem jutott ki                      | nem jutott ki                      | nem jutott ki                      | 6.                                 | 10                                 | 1                                  | 0                                  | 9                                  | 4                                  | 26                                 |
| 2024             | nem jutott ki                      | nem jutott ki                      | nem jutott ki                      | nem jutott ki                      | nem jutott ki                      | nem jutott ki                      | nem jutott ki                      | nem jutott ki                      | nem jutott ki                      | 4.                                 | 8                                  | 2                                  | 4                                  | 2                                  | 7                                  | 10                                 |
| Összesen         |                                    | 0/8                                | –                                  | –                                  | –                                  | –                                  | –                                  | –                                  | –                                  | Összesen                           | 76                                 | 14                                 | 13                                 | 49                                 | 62                                 | 150                                |

### UEFA Nemzetek Ligája
| Csoportkör | Csoportkör | Csoportkör | Csoportkör | Csoportkör | Csoportkör | Csoportkör | Csoportkör | Csoportkör | Csoportkör | Csoportkör         | Csoportkör | Egyenes kieséses szakasz | Egyenes kieséses szakasz | Egyenes kieséses szakasz | Egyenes kieséses szakasz | Egyenes kieséses szakasz | Egyenes kieséses szakasz | Egyenes kieséses szakasz | Egyenes kieséses szakasz | Egyenes kieséses szakasz |
| Szezon     | Liga       | Csoport    | H          | M          | Gy         | D          | V          | G+         | G–         | Feljutás/kiesés    | Helyezés   | Év                       | Eredmény                 | M                        | Gy                       | D                        | V                        | G+                       | G–                       | Keret                    |
| ---------- | ---------- | ---------- | ---------- | ---------- | ---------- | ---------- | ---------- | ---------- | ---------- | ------------------ | ---------- | ------------------------ | ------------------------ | ------------------------ | ------------------------ | ------------------------ | ------------------------ | ------------------------ | ------------------------ | ------------------------ |
| 2018–19    | D          | 2.         | 3.         | 6          | 2          | 3          | 1          | 4          | 5          | (formátumváltozás) | 48.        | 2019                     | nem jutott be            | nem jutott be            | nem jutott be            | nem jutott be            | nem jutott be            | nem jutott be            | nem jutott be            | nem jutott be            |
| 2020–21    | C          | 3.         | 4.         | 8          | 1          | 1          | 6          | 3          | 13         | Csökkenés          | 48.        | 2021                     | nem jutott be            | nem jutott be            | nem jutott be            | nem jutott be            | nem jutott be            | nem jutott be            | nem jutott be            | nem jutott be            |
| 2022–23    | D          | 1.         | 2.         | 6          | 4          | 1          | 1          | 10         | 6          | Állandó            | 51.        | 2023                     | nem jutott be            | nem jutott be            | nem jutott be            | nem jutott be            | nem jutott be            | nem jutott be            | nem jutott be            | nem jutott be            |
| 2024–25    | D          |            |            |            |            |            |            |            |            |                    |            | 2025                     | nem jutott be            | nem jutott be            | nem jutott be            | nem jutott be            | nem jutott be            | nem jutott be            | nem jutott be            | nem jutott be            |
| Összesen   | Összesen   | Összesen   | Összesen   | 20         | 7          | 5          | 8          | 17         | 24         |                    |            |                          | 0/4                      | –                        | –                        | –                        | –                        | –                        | –                        |                          |

## Válogatottsági rekordok
Az adatok 2016. október 7. állapotoknak felelnek meg.
- A még aktív játékosok félkövérrel vannak megjelölve.

| # | Név                | Időszak   | Vál. | Gól |
| - | ------------------ | --------- | ---- | --- |
| 1 | Alexandru Epureanu | 2006–     | 75   | 8   |
| 2 | Radu Rebeja        | 1991–2008 | 74   | 2   |
| 3 | Victor Golovatenco | 2004–     | 73   | 3   |
| 4 | Serghei Cleșcenco  | 1991–2006 | 69   | 11  |
| 5 | Ion Testemițanu    | 1991–2006 | 56   | 5   |
| 6 | Valeriu Catinsus   | 1999–2009 | 55   | 0   |
| 7 | Serghei Rogaciov   | 1996–2007 | 52   | 9   |
| 8 | Alexandru Gațcan   | 2005–     | 51   | 4   |
| 9 | Alexandru Suvorov  | 2006–     | 50   | 7   |
| 9 | Igor Armaș         | 2008–     | 50   | 2   |

| #  | Név                | Időszak   | Gól | Vál. |
| -- | ------------------ | --------- | --- | ---- |
| 1  | Serghei Cleșcenco  | 1991–2006 | 11  | 69   |
| 2  | Serghei Rogaciov   | 1996–2007 | 9   | 52   |
| 3  | Sergiu Dadu        | 2002–2012 | 8   | 30   |
| 3  | Iurie Miterev      | 1992–2006 | 8   | 36   |
| 3  | Alexandru Epureanu | 2006–     | 8   | 91   |
| 6  | Igor Bugaiov       | 2007–     | 7   | 45   |
| 6  | Alexandr Suvorov   | 2006–     | 7   | 56   |
| 6  | Viorel Frunză      | 2003–2015 | 7   | 37   |
| 6  | Eugen Sidorenco    | 2010–     | 7   | 34   |
| 10 | Radu Gînsari       | 2012–     | 7   | 34   |

### Ismert játékosok
- Pavel Cebanu
- Boris Cebotari
- Serghei Clescenco
- Serghei Dadu
- Iurie Miterev
- Ion Testimitanu

## Szövetségi kapitányok
| Időszak   | Szövetségi kapitány    |
| 1991–1992 | Ion Caras, Denis Ersov |
| 1992      | Eugen Piunovschi       |
| 1992–1997 | Ion Caras              |
| 1998–1999 | Ivan Danilianț         |
| 1999–2001 | Alexandru Mațiura      |
| 2001      | Alexandru Spiridon     |
| 2002–2006 | Viktor Pasulko         |
| 2006–2007 | Anatol Teslev          |
| 2007–2009 | Igor Dobrovolszkij     |
| 2010–2011 | Gavril Balint          |
| 2012–2014 | Ion Caras              |
| 2014–2015 | Alexandru Curtianu     |
| 2015      | Ștefan Stoica          |
| 2019      | Semen Altman           |
| 2019-     | Engin Fırat            |